# Kiruba
Kiruba es un grupo ecuatoriano de pop, cuya formación se remonta al programa Popstars en el año 2002. Conformado por María José Blum, Diana Rueda, Mariela Nazareno, Gabriela Villalba, y anteriormente Cecilia Calle, Kiruba ha llevado a cabo su carrera musical en tres periodos: entre 2003 y 2004, después bajo el nombre "Hada 4" entre 2008 y 2009, y nuevamente con el nombre original desde 2017 hasta la actualidad, siendo este último un reencuentro de todas las integrantes.
Al momento de su lanzamiento, Kiruba supuso la mayor revolución en la industria musical de su país, convirtiéndose en las artistas ecuatorianas con mayores ventas de la historia, tanto de discos como de tickets para conciertos. Quisiera, el primer sencillo de la banda ocupó el primer lugar del chart en Ecuador por casi cinco semanas consecutivas y el décimo quinto a nivel latinoamericano por una semana, consiguiendo así establecer al grupo como una banda internacional.
Como quinteto lanzaron dos álbumes de estudio y cinco sencillos, vendiendo más de 10 000 copias de sus discos, pero se separaron en el 2004 debido a diferencias entre las integrantes y la promoción del canal de televisión que manejaba su carrera. Cuatro años después se reunieron bajo el nombre de Hada 4 y sin la presencia de Gabriela Villalba, que en aquellos momentos formaba parte del grupo Kudai, lanzando un disco y un sencillo con poca aceptación. Finalmente se reencontraron en 2017 para lanzar un álbum de estudio.
El 23 de octubre de 2018, Kiruba confirmó a través de las redes sociales la salida de Cecilia Calle del grupo, citando el deseo de la misma de cuidar a su familia.

## Historia

### Popstars
Tras acudir a una audición para la franquicia australiana televisiva Popstars, producida en Ecuador por Teleamazonas, María José Blum, Diana Rueda, Mariela Nazareno, Gabriela Villalba, y Cecilia Calle conformaron el grupo Kiruba, luego de tres meses de competencia de la cual resultaron ganadoras en el año 2003.
La banda escogió, aún como parte del programa, el nombre de Kiruba para hacerse conocer a los medios y al público. Este peculiar nombre se deriva de una lectura que Diana Rueda había realizado sobre un valiente cacique de la etnia amazónica de los Shuar (Quiruba), quien se enfrentó valientemente a los conquistadores españoles en las cercanías de la ciudad de Macas.

### Lanzamiento
El quinteto lanzó su primer trabajo discográfico titulado Kiruba apenas se dieron a conocer los resultados del concurso, alcanzando 5000 copias vendidas a pocos días de su lanzamiento al mercado. Kiruba se convirtió de la noche a la mañana en un auténtico fenómeno nacional que recibió, entre otros premios, doble disco de platino. Su primer sencillo, Quisiera, ocupó durante varias semanas el primer lugar en Ecuador y alcanzó el decimoquinto en Latinoamérica dentro del conteo de la cadena HTV. 
Sus siguientes sencillos promocionales Camina, Me Pierdo y Cómo Extraño Tu Luz no corrieron con la misma suerte a nivel continental pero, se posicionaron en los primeros lugares de las radios ecuatorianas.

### Segundo disco y separación
En 2004, el grupo lanza su segundo álbum como quinteto al que titularon «Baila La Luna», con la promoción del primer y único sencillo Me Quedo Contigo, que apenas pudo llegar al tercer lugar de las listas ecuatorianas y no contó con un vídeo musical. La banda se desintegró ese mismo año por diferencias entre las integrantes y la promoción que les brindaba el canal de televisión que las manejaba.
Después de la separación las cinco jóvenes tomaron rumbos diferentes: Mariela lideró una banda local de rock llamada Tinticos, fue presentadora de televisión y profesora en una academia de canto; Diana mostró su faceta de pintora, creó una marca de muñecos y en 2013 lanzó un disco; Cecilia fundó una compañía de danza y se desarrolló como conductora de televisión; María José sacó un disco y se vinculó al mundo de la actuación, tanto teatral como televisiva, combinando estas actividades con la de empresaria; y finalmente Gabriela, probó suerte en el mundo de la actuación, lanzó un disco en solitario y después se unió a la banda chilena de pop rock Kudai.

### Hada 4
En 2008, cuatro de las cinco exintegrantes de Kiruba: María José Blum, Diana Rueda, Cecilia Calle y Mariela Nazareno (Gabriela Villalba ya se encontraba formando parte de la banda internacional Kudai), regresaron bajo el nombre de «Hada 4», un nuevo proyecto que las volvía a reunir en los estudios de grabación y los escenarios. El cambio de nombre se debió a que el canal de televisión que las formó como grupo era el dueño legal del nombre Kiruba, y esta vez las chicas deseaban trabajar de forma independiente.
En junio de 2008, anunciaron en rueda de prensa su retorno a la escena musical, y el 15 de julio se estrenó «Estoy volviéndome loca», el primer sencillo del álbum «Hada 4». La noche del 9 de noviembre, hicieron su primera aparición oficial en el programa «Bailando por un sueño», aunque con la sorpresa de que Diana Rueda había abandonado el cuarteto que se había convertido entonces en un trío (María José, Cecilia y Mariela).

### Reencuentro (2017-presente)
Desde los primeros días de agosto de 2017, empezaron a aparecer varios rumores sobre un posible reencuentro de las cinco integrantes originales de Kiruba, sobre todo en las redes sociales relacionadas con el grupo, como la página de Facebook del club de fanes oficial que llevaba inactiva desde noviembre del 2015, y sorpresivamente volvió a la actividad con una serie de pistas. Otros rumores aparecieron debido a que las chicas comenzaron a postear fotografías misteriosas en sus cuentas de Instagram, y finalmente explotó cuando uno de los fanes aseguró haberlas visto grabando un video en la playa de Salinas, y que incluso había podido escuchar parte del nuevo tema musical.
La noche del 23 de agosto de 2017, las cinco antiguas componentes de la banda hicieron un anuncio mediante sus redes sociales, publicaron una fotografía de todas ellas juntas y una declaración escrita "Kiruba is back!" confirmando el reencuentro con el nombre original. El comunicado incluía además un adelanto con información del disco, mismo que sería producido entre Quito, Bogotá y Miami bajo la dirección de Gustavo Pachín. 
En agosto del 2017, Kiruba anunció su regreso al escenario en los medios, con las 5 miembros originales de la agrupación en la portada de la revista ecuatoriana "¡Hola!". Kiruba fue tendencia nacional en Twitter durante 4 días. El 30 de enero de 2018, Kiruba estrenó su nueva canción "Se Me Fue", contando con la colaboración de Magic Juan. El tema musical mezcla pop con urbano y latino. La canción fue compuesta por Andrés Torres, productor del tema Despacito; Santiago Hernández, exintegrante de Sin Ánimo de Lucro; Gabriela Villalba y Sebastián Jácome.
"Se Me fue", alcanzó el primer lugar en los tabloides ecuatorianos (25 Nacionales) en la primera semana de su lanzamiento, y se mantuvo 19 semanas en el top 10 de la lista.[cita requerida]
El 17 de junio del 2018, Kiruba estrenó en su canal de Youtube y Facebook "#LaRevuelta" una miniserie donde las integrantes cuentan anécdotas del pasado con la banda así como los avances en su proyecto musical actual.  
El 23 de octubre del 2018, Cecilia Calle anuncia su salida, a través de un comunicado en las redes sociales de la agrupación. Un día después del anuncio, Kiruba lanza su segundo sencillo oficial "Alma" junto con una gira de medios y un concurso nacional para un meet and greet en el lanzamiento oficial del videoclip el 21 de noviembre del 2018. "Alma", con música y letra de Diana Rueda y producida por Cesar Galarza integrante de la banda Verde 70, debutó en la posición 12 del tabloide ecuatoriano "25 Nacionales" en su primera semana de lanzamiento.
El 25 de noviembre, regresa Kiruba con su primer villancico, pero esta vez sin Gabriela Villalba. "Blanca Navidad" alcanzó en su primera semana del lanzamiento el puesto #2 en iTunes Charts Ecuador.
En julio de 2024 anunciaron dos fechas con todas las integrantes un concierto único en Quito vendieron más de 700 entradas y uno de FlashBack 593 con otros artistas Ecuatorianos en Guayaquil, anunciaron que Kiruba esta vigente y próximamente lanzaran un nuevo single promocional.

## Kirubamanía
El éxito desatado por las cinco chicas no solo se vio reflejado en la explosiva venta de sus discos, sin precedentes en la historia ecuatoriana, sino que la promoción del quinteto las llevó a nuevos espacios comerciales, firmando jugosos contratos con las multinacionales más importantes como Nescafé, cuyo comercial no llegó a ver la luz; Bellsouth (hoy Movistar), para cuya campaña compusieron una canción y grabaron un comercial; la línea de cuidado del cabello Wellapon de Wella, cuyo comercial fue dirigido por Jorge Lucas; y la marca norteamericana Lee, que produjo una línea de ropa inspirada en el estilo personal de las integrantes.

## Integrantes
- María José Blum: guayaquileña, después de la separación del grupo ingresó al mundo de la actuación con papeles en musicales de teatro como «Enredos entre dos», además de series televisivas como «El Cholito» y «La pareja feliz». En 2005, lanzó un disco; al año siguiente contrajo matrimonio, y en 2007 abrió su propia tienda de perfumes.[7]
- Diana Rueda: nacida en Quito, tras la disolución de Kiruba se dedicó a las artes plásticas, llegando a exhibir sus obras en algunas galerías de su ciudad. Fundó una marca de muñecos con la técnica japonesa del amigurumi, y en 2013 lanzó un disco titulado «Del Otro Lado».[7]
- Mariela Nazareno: esmeraldeña, tras la separación de la banda en 2004, creó una banda de rock folclórico llamada Tinticos. Se dedicó entonces al mundo de la televisión, debutó como reportera de farándula en el programa Noche a Noche con Marián de Canal Uno y luego conductora de varios programas transmitidos por Ecuador TV. Participó en el reality "Escuela de famosos" de Ecuavisa, actuó en algunas obras de teatro y se convirtió en profesora de una academia de artes en la ciudad de Quito.[7]
- Cecilia Calle: nacida en Guayaquil. En 2005, debutó como presentadora del programa de farándula «En Corto», luego fue elegida como presentadora del programa juvenil Conectados de Gamavisión. Se casó con el coreógrafo Walter Rueda y fundó su propia academia de baile. Se convirtió en una importante bloguera de moda y estilo, fue copresentadora de los programas matutinos de variedades Entretenidas de TC Televisión y luego de El Club de la Mañana de RTS. Se alejó de las cámaras tras su segundo matrimonio con el empresario cuencano Jorge Juan Eljuri, con quien se trasladó a residir a Miami.[7]
- Gabriela Villalba: quiteña. Tras la separación de la banda protagonizó una telenovela juvenil colombiana llamada Al ritmo de tu corazón, regresó al país y en el 2006 lanzó el disco «Todo Bien», cuyo primer sencillo «Me doy vueltas» alcanzó los primeros lugares de las listas ecuatorianas; sin embargo, suspendió la promoción del mismo para unirse a la banda chilena de pop rock Kudai, con quienes se trasladaría a vivir a México. Tras la separación de esta agrupación en 2010, Gabriela se dedicó a temas personales, lanzando esporádicamente algunas canciones como «Psycho» en 2014, además de «París», «Saudade» e «Imposible» en 2016. Involucrada en temas contra los desórdenes alimenticios en las adolescentes, es vocera de la campaña «Quiérete» con la marca de cosméticos Cyzone, de L’Bel.[7]

## Discografía

### Álbumes de estudio
| Año  | Álbum                                                                                             | Posiciones         | Posiciones          | Ventas y certificaciones                                      |
| Año  | Álbum                                                                                             | Bandera de Ecuador | Bandera de Colombia | Ventas y certificaciones                                      |
| ---- | ------------------------------------------------------------------------------------------------- | ------------------ | ------------------- | ------------------------------------------------------------- |
| 2003 | Kiruba - Primer álbum de estudio - Lanzamiento: 8 de abril de 2003 - Discográfica: MTM Records    | 1                  | 30                  | Ventas mundiales: 15.000 Certificación de MTM: Triple platino |
| 2004 | Baila La Luna - Segundo álbum de estudio - Lanzamiento: junio de 2004 - Discográfica: MTM Records | 7                  | -                   | Ventas mundiales: 3.000                                       |

### Otros álbumes
| Año  | Álbum                                                              | Posiciones         | Posiciones          | Ventas y certificaciones |
| Año  | Álbum                                                              | Bandera de Ecuador | Bandera de Colombia | Ventas y certificaciones |
| ---- | ------------------------------------------------------------------ | ------------------ | ------------------- | ------------------------ |
| 2008 | Hada 4 - Single - Lanzamiento: 20 de julio de 2008 - Discográfica: | 18                 | -                   | Ventas mundiales: 1.800  |

### Sencillos
| Año  | Sencillo                 | Posiciones         | Posiciones          | Posiciones      | Posiciones         | Álbum         |
| Año  | Sencillo                 | Bandera de Ecuador | Bandera de Colombia | Bandera de Perú | Bandera de Bolivia | Álbum         |
| ---- | ------------------------ | ------------------ | ------------------- | --------------- | ------------------ | ------------- |
| 2003 | «Quisiera»               | 1                  | 15                  | 18              | 12                 | Kiruba        |
| 2004 | «Me Quedo Contigo»       | 1                  | 71                  | -               | 43                 | Baila La Luna |
| 2008 | «Estoy Volviéndome Loca» | 27                 | -                   | -               | -                  | Hada 4        |
| 2018 | «Se me fue»              | 1                  | -                   | -               | -                  | #KRB          |
| 2018 | «Alma»                   | 12                 | -                   | -               | -                  | #KRB          |
| 2019 | Blanca Navidad           | -                  | -                   | -               | -                  |               |

## Sencillos promocionales
| Año  | Sencillo              | Posiciones         | Posiciones          | Posiciones      | Posiciones         | Álbum         |
| Año  | Sencillo              | Bandera de Ecuador | Bandera de Colombia | Bandera de Perú | Bandera de Bolivia | Álbum         |
| ---- | --------------------- | ------------------ | ------------------- | --------------- | ------------------ | ------------- |
| 2003 | «Camina»              | 1                  | 25                  | -               | 30                 | Kiruba        |
| 2003 | «Cómo Extraño Tu Luz» | 5                  | -                   | -               | -                  | Kiruba        |
| 2003 | «Me Pierdo»           | 1                  | -                   | -               | 23                 | Kiruba        |
| 2004 | «Vuelve A Mí»         | 14                 | -                   | -               | -                  | Baila la Luna |
| 2004 |                       |                    |                     |                 |                    |               |

## Vídeos musicales
| Año  | Sencillo                 | Álbum  | Director                                    |
| ---- | ------------------------ | ------ | ------------------------------------------- |
| 2003 | «Quisiera»               | Kiruba | Teleamazonas                                |
| 2008 | «Estoy Volviéndome Loca» | Hada 4 | Marco Vera Argüello (Ya-simón Producciones) |
| 2018 | «Se me fue»              | #KRB   | Pett                                        |
| 2018 | «Alma»                   | #KRB   | Fernando Tapia                              |

## Premios y nominación
| Año  | Premio                 | categoría                  | Trabajo Nominado        | Resultado |
| ---- | ---------------------- | -------------------------- | ----------------------- | --------- |
| 2018 | Premios MBN            | Mejor VideoClip            | Se me fue ft Magic Juan | Nominado  |
| 2018 | Premios MBN            | Artista Permanencia        | Se me fue ft Magic Juan | Nominado  |
| 2018 | Premios Charts Ecuador | Mejor Grupo o Dúo          | Se me fue ft Magic Juan | Ganador   |
| 2018 | Premios Charts Ecuador | Artista Pop                | Se me fue ft Magic Juan | Nominado  |
| 2018 | Premios Charts Ecuador | Mejores Fanes              | Se me fue ft Magic Juan | Nominado  |
| 2018 | Premios Charts Ecuador | Colaboración Internacional | Se me fue ft Magic Juan | Nominado  |
| 2019 | Premios Disco Rojo     | Mejor Grupo                | Alma                    | Nominado  |
| 2019 | Premios Charts Ecuador | Mejor Grupo o Dúo          | Alma                    | Nominado  |